# Giaupas
De Giaupas (Italiaans: Passo Giau) ligt in de Italiaanse provincie Belluno en verbindt Cortina d'Ampezzo met het dal van de rivier de Cordevole. Deze pasweg is rustiger dan de westelijker gelegen passen Pordoi, Falzarego en Sella. Normaal gesproken is de weg het gehele jaar geopend, ook gedurende de winterperiode.
Vanuit het noorden begint de weg in Cortina d'Ampezzo, de grootste plaats in de Dolomieten. De eerste kilometers gaan in de richting van de Falzaregopas met mooi zicht op de berggroep van de Monte Cristallo in het oosten. Bij Pocol takt de weg naar de Giaupas af naar links. De brede weg stijgt licht door de dichte bossen van het onbewoonde Val Costeana. Enkele kilometers voor de top ligt de boomgrens, vanaf dit moment wordt het uitzicht op de omringende bergen steeds indrukwekkender.
De pashoogte van de Giau wordt gedomineerd door de sierlijke Nuvolau (2574 m). Er staat een hotel-restaurant en een kleine kapel. Aan de oostzijde strekt zich het natuurgebied Riserva Naturale Monte Pelmo - Mondeval - Passo Giau uit. De pashoogte is het beginpunt voor de beklimming van de Nuvolau en de populaire wandeltocht via de berggroep Cinque Torri naar de Falzaregopas.
De afdaling aan de zuidzijde is wat steiler (tot 10,4%). In het begin daalt de weg met brede bochten af door de bergweiden. Rond de 1800 meter duikt de weg in de bossen van het nauwe Val Codalonga. De weg wordt af en toe afgeschermd door tunnels en galerijen. Bij Selva di Cadore beginnen de routes naar twee andere passen; de Staulanzapas en Fedaiapas (in de omgeving vaak simpelweg aangegeven als Marmolada)

## Sport
De Giaupas geniet bekendheid door passages in de wielerkoers Ronde van Italië. De Giaupas werd opgenomen in het parcours van tien edities. Als eerste werd de top daarbij gepasseerd door:
- 1973 :  José Manuel Fuente
- 1989 :  Henry Cárdenas
- 1992 :  Bruno Cornillet
- 2007 :  Leonardo Piepoli
- 2008 :  Emanuele Sella
- 2011 :  Stefano Garzelli
- 2012 :  Domenico Pozzovivo
- 2016 :  Darwin Atapuma
- 2021 :  Egan Bernal
- 2023 :  Derek Gee

In de Giro 2021 werd de pas tijdens de koninginnenrit van Sacile naar Cortina d'Ampezzo beklommen vanuit het zuiden. Het moest de slotklim zijn na de beklimmingen van La Crosetta, Passo Fedaia en de Passo Pordoi, maar de twee laatsten werden geschrapt omwille van het slechte weer.  
De Giaupas is de voorlaatste pas die jaarlijks wordt beklommen in de langste afstand van de granfondo (cyclosportieve) Maratona dles Dolomites. Hier wordt hij beklommen vanuit het zuiden (9,9km aan een gemiddelde stijging van 9,3%) en wordt hij afgedaald in de richting van Cortina d'Ampezzo.

## Afbeeldingen

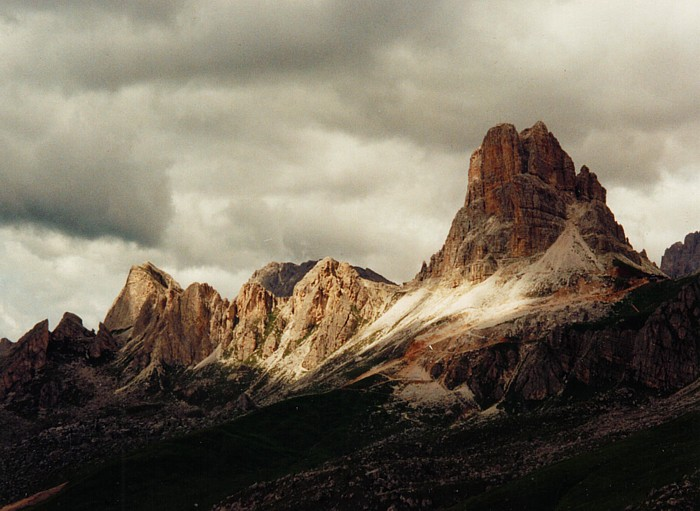
Monte Averau

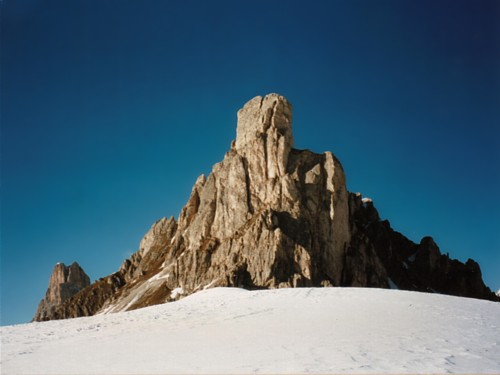
De Monte Nuvolau vanaf de pashoogte